# Łukasz Chyła
Łukasz Chyła (* 31. März 1981 in Dziemiany) ist ein polnischer Sprinter.
2001 gewann er bei den U23-Europameisterschaften in Amsterdam Silber über 200 Meter und mit der polnischen Mannschaft Gold in der 4-mal-100-Meter-Staffel. Mit der polnischen 4-mal-100-Meter-Stafette kam er bei den Weltmeisterschaften 2001 in Edmonton auf den siebten Platz, gewann Silber bei den Europameisterschaften 2002 in München und belegte bei den Weltmeisterschaften 2003 in Paris/Saint-Denis und den Olympischen Spielen 2004 in Athen, bei denen er über 100 Meter das Viertelfinale erreichte, jeweils den fünften Rang.
2005 qualifizierte er sich bei den Weltmeisterschaften in Helsinki für das Viertelfinale, verzichtete aber dort auf einen Start. Bei den Europameisterschaften 2006 in Göteborg schied er über 100 Meter im Halbfinale aus und holte mit der polnischen 4-mal-100-Meter-Stafette erneut Silber. Bei den Olympischen Spielen 2008 in Peking war er Teil der polnischen 4-mal-100-Meter-Stafette, die im Vorlauf das Ziel nicht erreichte.
2004 wurde er polnischer Meister über 100 Meter. 2004, 2005, 2007 und 2008 holte er in der Halle den nationalen Titel über 60 Meter.

## Persönliche Bestzeiten
- 60 m (Halle): 6,56 s, 25. Februar 2005, Chemnitz
- 100 m: 10,20 s, 13. Juni 2004, Warschau
- 200 m: 20,75 s, 10. September 2004, Königs Wusterhausen
  - Halle: 21,14 s, 7. Februar 2004, Spała